# 마르셀로 리오스
마르셀로 안드레스 리오스 마요르가(스페인어: Marcelo Andrés Ríos Mayorga, 1975년 12월 26일 ~ )는 전 세계 랭킹 1위였던 칠레의 은퇴한 프로 테니스 선수이다.
리오스는 세계 랭킹 1위에 오른 최초의 남미 국가 출신 테니스 선수로, 1998년 3월 말부터 6주간 랭킹 1위를 기록했다. 그는 또한 주니어 및 시니어 시절에도 세계 랭킹 1위를 기록했다. 그는 ATP 마스터스 시리즈 대회 중 3개의 클레이 코트 대회(몬테카를로 마스터스, 로마 마스터스, 함부르크 마스터스)에서 모두 우승한 최초의 선수이기도 하다. 또한 오픈 시대 이래 세계 랭킹 1위에 올랐던 기록이 있으면서 그랜드 슬램 대회 우승 경력은 없는 유일한 남자 선수이다.
그는 등 부상으로 2004년에 은퇴했다. 그가 참가한 마지막 ATP급 대회는 27세 때 출전한 2003년 프랑스 오픈이다.

## 성장 과정
리오스는 11세 때 비타쿠라에 위치한 '스타드 프랑세즈'(Stade Française)라는 집 근처의 클럽에서 테니스를 처음 배우기 시작했다. 말수 적은 왼손잡이 소년이었던 그는, 금방 재능을 인정받았다.
1993년 리오스는 남미 출신 선수로는 최초로 주니어 세계 랭킹 1위에 올랐다. 그 해 그는 US 오픈 주니어 남자 단식에서 우승했으며, 생애 최초로 칠레에서 열린 새틀라이트급 대회에서도 우승했다.

## 성적 연대표
| 대회                 | 1994 | 1995 | 1996 | 1997 | 1998 | 1999 | 2000 | 2001 | 2002 | 2003 | 통산  |
| -------------------- | ---- | ---- | ---- | ---- | ---- | ---- | ---- | ---- | ---- | ---- | ----- |
| 호주 오픈            | -    | -    | 1R   | QF   | F    | -    | -    | 1R   | QF   | -    | 0     |
| 프랑스 오픈          | 2R   | 2R   | 4R   | 4R   | QF   | QF   | 1R   | 2R   | -    | 1R   | 0     |
| 윔블던               | -    | 1R   | -    | 4R   | 1R   | -    | -    | -    | -    | -    | 0     |
| US 오픈              | 2R   | 1R   | 2R   | QF   | 3R   | 4R   | 3R   | 3R   | 3R   | -    | 0     |
| 그랜드 슬램 승-패    | 2–2  | 1–3  | 4–3  | 14-4 | 12-4 | 7–2  | 2–2  | 3–3  | 6–2  | 0–1  | 51-26 |
| ATP 월드 투어 파이널 | -    | -    | -    | -    | RR   | -    | -    | -    | -    | -    | 0     |
| 인디언 웰즈 마스터스 | -    | 3R   | SF   | 2R   | W    | 3R   | 2R   | 1R   | 3R   | 2R   | 1     |
| 마이애미 마스터스    | -    | 3R   | 3R   | 3R   | W    | 4R   | 4R   | 2R   | SF   | 4R   | 1     |
| 몬테카를로 마스터스  | -    | -    | SF   | W    | -    | F    | 1R   | 2R   | 3R   | -    | 1     |
| 로마 마스터스        | -    | 2R   | QF   | F    | W    | 1R   | 1R   | 2R   | -    | -    | 1     |
| 함부르크 마스터스    | -    | -    | -    | 3R   | 2R   | W    | SF   | 2R   | -    | -    | 1     |
| 캐나다 마스터스      | -    | -    | SF   | -    | -    | -    | 3R   | -    | 3R   |      | 0     |
| 신시내티 마스터스    | -    | 1R   | -    | 3R   | 2R   | -    | 2R   | -    | 2R   | -    | 0     |
| 마드리드 마스터스    | -    | -    | QF   | QF   | QF   | QF   | -    | 3R   | 2R   | -    | 0     |
| 파리 마스터스        | -    | -    | 2R   | 2R   | QF   | 2R   | -    | -    | 1R   | -    | 0     |

- W = 우승 / F = 준우승 / SF = 4강 / QF = 8강
- #R = #회전
- 초록색은 우승, 노란색은 8강 이상 진출을 나타냄.

## 통산 상금
| 연도 | 그랜드슬램 우승 | ATP 대회 우승 | 총 우승 | 상금 ($)  | 상금 랭킹 |
| ---- | --------------- | ------------- | ------- | --------- | --------- |
| 1997 | 0               | 1             | 1       | 1,397,445 | 12        |
| 1998 | 0               | 7             | 7       | 3,420,054 | 2         |
| 1999 | 0               | 3             | 3       | 1,794,244 | 5         |
| 2000 | 0               | 1             | 1       | 493,816   | 40        |
| 2001 | 0               | 2             | 2       | 466,025   | 43        |
| 2002 | 0               | 0             | 0       | 506,160   | 39        |
| 2003 | 0               | 0             | 0       | 308,140   | 73        |
| 통산 | 0               | 18            | 18      | 9,713,771 | 30        |